# 高士达
高士达（557年—616年），隋末山东民變軍领袖之一。信都蓨（今河北衡水市景县）人。
大业七年（611年）率千余人在清河（今属河北）起事。以高鸡泊（今河北故城西南）为根据地。不久，得窦建德部会合，自称东海公。十二年（616年）击杀隋涿郡通守郭绚，后因未接受窦建德机动作战、避锋间击的策略，小胜后又轻敌，为隋将杨义臣所败，战死。